# Бамбук (регион)
Бамбук (иногда Бамбуху) — традиционное название для территорий в восточном Сенегале и западном Мали, охватывающих горы Бамбук на восточной окраине, долину реки Фалем и холмы страны к востоку от долины реки. Это был официальный район во Французском Судане, но в 1895 году граница между Суданом и Сенегалом стала проходить по реке Фалем, размещенной в западной части Сенегала. Термин до сих пор используется для обозначения региона, но нет формального административного района с таким именем.

## История
Португальцы достигли Бамбука в 1550 году, но были убиты. Французы построили форт Сен-Пьер в 1714 году и два торговых поста в Бамбуке в 1724 году. 
Этот район был известен как крупный центр по добыче золота с XII века до XIX, а добыча золота по-прежнему происходит на малийской стороне. Территории служили родиной царства Кхассо в XVIII, XIX веках, прежде чем стать частью Французского Судана.
В первую очередь Бамбук является родиной для людей мандинка, а также здесь говорят на диалекте языка Манинкакан.